# 安蒂米
安蒂米是葡萄牙布拉加区的一个堂区。总面积3.23平方公里，总人口1589人，人口密度492人/平方公里。